# 夏威夷式亲属制度
夏威夷式亲属制度（Hawaiian kinship），也称作代际制度（generational system），是一种用于在语言中定义家庭关系的亲属称谓体系。人类学家路易斯·亨利·摩尔根在其1871年著作《人类家族的血亲和姻亲制度》中首次提出该体系，是六种主要的亲属制度（爱斯基摩式、夏威夷式、易洛魁式、克劳式、奥马哈式和苏丹式）之一。 

## 亲属制度
在常见的类型学中，夏威夷制度是最简单的亲属制度。亲属关系仅通过辈分和性别来区分。存在一个父母辈和一个子女辈。 在此制度下，一个人（在人类学中称为自我）会将其父母辈的所有女性成员（母亲、姑姨、以及此辈分中男性的妻子们）统称为“母亲”，而将此辈分中的所有男性成员（父亲、叔舅、以及此辈分中女性的丈夫们）统称为“父亲”。 在子女辈中，所有兄弟和堂表兄弟都被称为“兄弟”，所有姐妹和堂表姐妹都被称为“姐妹”。 
因此，交叉表亲在此制度的称谓上被归入“兄弟”或“姐妹”。研究发现，夏威夷制度与禁止交表婚之间存在关联，因为乱伦禁忌体现在了其语义结构之中。

## 用法
夏威夷式亲属制度得名于夏威夷原住民在夏威夷群岛上与欧洲殖民接触前的传统亲属制度。如今，该制度主要存续于马来-波利尼西亚语族文化中，包括夏威夷语。
其存续也与两可继嗣的群体相关联，在这些群体中，男女两性共同承担经济生产与育儿职责。夏威夷式亲属制度存在于全世界约三分之一的社会中，但这些社会通常规模较小。 